# Socorro Acioli
Socorro Acioli (Fortaleza, 24 de fevereiro de 1975) é uma jornalista e escritora brasileira, e doutora em Estudos de Literatura pela Universidade Federal Fluminense (2010).

## Biografia
Socorro Acioli nasceu em 24 de fevereiro de 1975, em Fortaleza. Seu primeiro experimento na literatura foi o livro O Pipoqueiro João. O trabalho foi escrito e publicado quando tinha ainda oito anos de idade, pela Nação Cariry Editora, do cineasta Rosemberg Cariry.
Em 1996, iniciou a gradução em Comunicação Social, com habilitação em jornalismo, na Universidade Federal do Ceará. Em 2001, durante o curso, retornou às letras com a biografia de Frei Tito de Alencar Lima. O livro, intitulado Frei Tito, foi publicado pelas Edições Demócrito Rocha na coleção Terra Bárbara. Em 2003 lançou, pela mesma editora e mesma coleção, a biografia de Rachel de Queiroz, escrita a partir de pesquisas e entrevistas com a autora. Após se formar, Socorro Acioli começou a trabalhar como editora na Fundação Demócrito Rocha.
Em 2002, Socorro iniciou a pós-graduação em Letras na Universidade Federal do Ceará, recebendo o título de mestra em 2004. Neste mesmo ano, Socorro Acioli começou a escrever e publicar livros infanto-juvenis. Estreou com Bia que tanto lia - uma história do livros para crianças, pelas Edições Demócrito Rocha.
Em 2006 foi a única brasileira selecionada para a oficina de roteiros Como contar um conto, ministrada pelo escritor colombiano Gabriel García Márquez (Prêmio Nobel de Literatura de 1982), na Escuela de Cine y TV de San Antonio de Los Baños, em Cuba. O curso não tinha inscrição, fechado apenas para 10 convidados do autor. Porém, no ano de 2006, apenas nove pessoas foram indicadas e para concorrer à  vaga restante, Socorro apresentou uma proposta de história resumida a um parágrafo que deveria ser encaminhada para a coordenadora que faria chegar às mãos de García Márquez. Essa proposta resultou no livro A cabeça do santo, publicado em 2014, pela Companhia das Letras. Desde então, a escritora vive da literatura. Em 2007, foi pesquisadora visitante na Biblioteca Internacional de Juventude de Munique, na Alemanha, onde morou por dois meses.
Em 2009, foi convidada pelos Centro Culturais das Embaixadas do Brasil em La Paz, Bolívia e em Praia, Cabo Verde, para proferir palestras sobre sua obra e seminários sobre literatura brasileira. A obra da autora é representada pela Agência Riff para o Brasil e exterior.
Em 2013, Socorro ganhou o Prêmio Jabuti, na categoria infantil, com a obra Ela tem olhos de céu. O livro conta a história de Sebastiana, que tem "olhos de céu" e provoca fenômenos que deixam a população de Santa Rita do Norte em polvorosa.
Em 2016, a versão americana do livro A cabeça do santo foi eleita como um dos melhores livros para adolescentes pela Biblioteca Pública de Nova Iorque e esteve entre os finalistas do Los Angeles Times Book Prizes, na categoria Literatura infantojuvenil.
Em 2023, foi uma das autoras convidadas da Festa Literária Internacional de Paraty (FLIP), e se tornou a escritora mais vendida daquela edição. O livro Oração para desaparecer será adaptado para o cinema.
Em 2024, foi organizadora, ao lado da crítica literária Fabiane Secches, de uma antologia de contos sombrios chamada O dia escuro (Companhia das Letras) escritos por autoras brasileiras. Entre elas, nomes como Lygia Fagundes Telles, Micheliny Verunschk, Maria Valéria Rezende e Mariana Salomão Carrara.

## Obras

### Romance
- A cabeça do santo - 2014 - Companhia das Letras - SP

- Oração para desaparecer - 2023 - Companhia das Letras - SP

### Coletâneas
O dia escuro (2024) — organizadora ao lado de Fabiane Secches e autora de um dos vinte contos da antologia.

### Edições estrangeiras
- The head of the saint - 2014 - Hot Key Books - London, UK
- The head of the saint - 2015 - Dellacorte Press - USA
- Sainte Caboche - 2017 - Editions Belleville - Paris, France

### Ensaios biográficos
- Frei Tito - 2001 - Edições Demócrito Rocha
- Rachel de Queiroz - 2003 - Edições Demócrito Rocha

### Ensaio sobre literatura
- Aula de Leitura com Monteiro Lobato - 2012 - Editora Biruta - SP

### Literatura Infantil
- O pipoqueiro João - 1984 - ilustrações da autora - Nação Cariry Editora - CE
- Bia que tanto lia - 2004 - Ilustrações de Arlene Holanda - Edições Demócrito Rocha - CE
- É pra ler ou pra comer? - 2005 - Ilustrações de Daniel Diaz - Edições Demócrito Rocha - CE
- A casa dos Benjamins - 2005 - Ilustrações de Daniel Diaz - Editora Saraiva- SP
- O peixinho de Pedra - 2006 - Ilustrações de Ronaldo Almeira - Edições Demócrito Rocha - CE
- O anjo do lago - 2006 - Ilustrações de Mariana Zanneti - Editora Biruta - SP
- O mistério da professora Julieta - 2008 - Ilustrações de Suzana Paz - Edições Demócrito Rocha - CE
- Tempo de Caju - 2008 - Ilustrações da Daniel Diaz - Secretaria de Educação do Estado do Ceará - CE
- A Rendeira Borralheira - 2009 - Ilustrações de Alexandre Camanho - Editora Positivo - PR
- A quarta-feira de Jonas - 2010 - Ilustrações de Rafael Limaverde - Edições Demócrito Rocha - CE
- Tempo de Caju - segunda edição - 2010 - Ilustrações de Maurício Negro - Editora Positivo - PR
- O moleque de recados - 2012 - Seduc - CE
- Ela tem olhos de céu  - 2012 - Ilustrações de Mateus Rios - Editora Gaivota - SP
- Plantou Palavra, Colheu Poesia - 2014 - Ilustrações de Suzana Paz - Editora Armazém da Cultura - CE
- Emília: a biografia não autorizada da Marquesa de Rabicó - 2014 - Casa da Palavra - RJ
- Diga Astrasgud - 2017 - Editora Dummar - CE
- Tudo que existe é palavra - 2024, Perabook

### Literatura Juvenil
1. Vende-Se uma Família - 2007 - Ilustrações de Suzana Paz -  Edições Demócrito Rocha - CE
2. A Bailarina Fantasma - 2010 - Editora Biruta - SP
3. Inventário de Segredos - 2010 - Ilustrações de Mateus Rios - Editora Biruta - SP
4. A Bailarina Fantasma - 2015 - Seguinte/Companhia das Letras - SP

### Obras adaptadas pela autora
- O Avarento (Adaptação) - 2009 - Editora Escala Educacional

### Obras traduzidas pela autora
- As lágrimas de Shiva - 2010 - Editora Biruta
- Inspetor Zinho - A múmia desaparecida - 2011 - Editora FTD
- Inspetor Zinho - O visitante noturno - 2011 - Editora FTD
- Inspetor Zinho - Um ajudante de muita ajuda - 2011 - Editora FTD
- Inspetor Zinho - Um dia na corrida de cavalos - 2011 - Editora FTD
- Amadeo Bola e o mistério do selo milionário - 2011 - Editora FTD
- Amadeo Bola e o diamante galáctico - 2011 - Editora FTD
- Amadeo Bola e o mistério do Goya roubado - 2011 - Editora FTD
- Amadeo Bola e o mistério do jogador de futebol sequestrado - 2011 - Editora FTD
- O sonho do ursinho rosa - 2011 - Editora Positivo

## Prêmios
- Prémio Jabuti - Categoria Literatura Infantil - Primeiro Lugar[8] - Obra: " Inventário de segredos"

- Melhor Obra Inédita de Literatura Infantil - Secretaria de Cultura do Estado do Ceará 2005[15]
- Selo Altamente Recomendável - FNLIJ 2006, 2007 e 2008
- Prêmio Ceará de Cinema e Vídeo - Secretaria de Cultura do Estado do Ceará - Categoria Roteiro[16]